# Seznam zápasů dánské fotbalové reprezentace na MS
Dánská fotbalová reprezentace byla celkem 6x na mistrovstvích světa ve fotbale a to v letech 1986, 1998, 2002, 2010, 2018 a 2022.
- Aktualizace po MS 2022 - Počet utkání - 23 - Vítězství - 9x - Remízy - 5x - Prohry - 9x

| Číslo | Soupeř                | Výsledek                | MS      | Fáze turnaje       | Góly Dánska                                                                                                 |
| ----- | --------------------- | ----------------------- | ------- | ------------------ | --- |
| 1.    | Skotsko               | 1 – 0                   | MS 1986 | základní skupina E | Preben Elkjær Larsen                                                                                        |
| 2.    | Uruguay               | 6 – 1                   | MS 1986 | základní skupina E | Preben Elkjær Larsen (3), Søren Lerby, Michael Laudrup, Jesper Olsen                                        |
| 3.    | Německo               | 2 – 0                   | MS 1986 | základní skupina E | Jesper Olsen, John Eriksen                                                                                  |
| 4.    | Španělsko             | 1 – 5                   | MS 1986 | osmifinále         | Jesper Olsen                                                                                                |
| 5.    | Saúdská Arábie        | 1 – 0                   | MS 1998 | základní skupina C | Marc Rieper                                                                                                 |
| 6.    | Jihoafrická republika | 1 – 1                   | MS 1998 | základní skupina C | Allan Nielsen                                                                                               |
| 7.    | Francie               | 1 – 2                   | MS 1998 | základní skupina C | Michael Laudrup                                                                                             |
| 8.    | Nigérie               | 4 – 1                   | MS 1998 | osmifinále         | Peter Møller, Brian Laudrup, Ebbe Sand, Thomas Helveg                                                       |
| 9.    | Brazílie              | 2 – 3                   | MS 1998 | čtvrtfinále        | Martin Jørgensen, Brian Laudrup                                                                             |
| 10.   | Uruguay               | 2 – 1                   | MS 2002 | základní skupina A | Jon Dahl Tomasson (2)                                                                                       |
| 11.   | Senegal               | 1 – 1                   | MS 2002 | základní skupina A | Jon Dahl Tomasson                                                                                           |
| 12.   | Francie               | 2 – 0                   | MS 2002 | základní skupina A | Dennis Rommedahl, Jon Dahl Tomasson                                                                         |
| 13.   | Anglie                | 0 – 3                   | MS 2002 | osmifinále         | Ne |
| 14.   | Nizozemsko            | 0 – 2                   | MS 2010 | základní skupina E | Ne |
| 15.   | Kamerun               | 2 – 1                   | MS 2010 | základní skupina E | Nicklas Bendtner, Dennis Rommedahl                                                                          |
| 16.   | Japonsko              | 1 – 3                   | MS 2010 | základní skupina E | Jon Dahl Tomasson                                                                                           |
| 17.   | Peru                  | 1 – 0                   | MS 2018 | základní skupina C | Yussuf Poulsen                                                                                              |
| 18.   | Austrálie             | 1 – 1                   | MS 2018 | základní skupina C | Christian Eriksen                                                                                           |
| 19.   | Francie               | 0 – 0                   | MS 2018 | základní skupina C | Ne |
| 20.   | Chorvatsko            | 1 – 1 (PP) (pen. 3 - 2) | MS 2018 | osmifinále         | Mathias Jörgensen Zanka Christian Eriksen, Simon Kjær, Michael Krohn-Dehli, Lasse Schöne, Nicolai Jørgensen |
| 21.   | Tunisko               | 0 – 0                   | MS 2022 | základní skupina D | Ne |
| 22.   | Francie               | 1 – 2                   | MS 2022 | základní skupina D | Andreas Christensen                                                                                         |
| 23.   | Austrálie             | 0 – 1                   | MS 2022 | základní skupina D | Ne |